# 河北省工商业联合会
河北省工商业联合会，简称河北省工商联，同时称河北省总商会，是中国共产党领导的、河北省工商界组成的统战性、经济性、民间性的人民团体和商会组织。